# Markaryd község
Markaryd község (svédül: Markaryds kommun) Svédország 290 községének egyike. 
A mai község 1971-ben jött létre.

## Települései
A községben 7 település található:
| Település    | Népesség | Megjegyzés         |
| ------------ | -------- | ------------------ |
| Markaryd     |          | a község székhelye |
| Stömsnäsbruk |          |                    |
| Traryd       |          |                    |
| Timsfors     |          |                    |
| Råstorp      |          |                    |
| Vivljunga    |          |                    |
| Hinneryd     |          |                    |

### Külső hivatkozások
- Hivatalos honlap